# Subaru Leone
Subaru Leone – samochód klasy średniej produkowany w latach 1971–1994. Został wypuszczony na rynek jako następca modelu Subaru FF-1. Wszystkie pojazdy tego modelu miały montowane silniki typu bokser. Nazwa Leone, stosowana w Japonii i niektórych krajach eksportowych, została zamieniona (między innymi w USA i Wielkiej Brytanii) na krótkie oznaczenia rozróżniające wersje wyposażenia (DL, GL, GLF, GL-10, RX) i silnika (dodatkową część nazwy stanowiła pojemność silnika). Najczęstszą zamienną nazwą dla Leone było oznaczenie Subaru GL. Do czasu początku produkcji Leone napęd na cztery koła był przeznaczony tylko do samochodów terenowych. Subaru Leone było pierwszym samochodem osobowym, w którym zastosowano ten rodzaj przeniesienia napędu. 
Samochód przechodził ewolucję na przestrzeni lat. Doczekał się trzech generacji:
- 1. generacja, lata produkcji 1971–1981, silniki: 1,4 i 1,6 litra, skrzynia biegów: 4, 5 biegów ręczna, 3 biegi automatyczna

- 2. generacja, lata produkcji, 1978–1989, silniki: 1,6 i 1,8 litra, skrzynia biegów: 4, 5 biegów ręczna, 3 biegi automatyczna

- 3. generacja, lata produkcji 1984–1994, silniki: 1,6 i 1,8 litra, skrzynia biegów: 5 biegów ręczna, 3, 4 biegi automatyczna

W 1990 roku zaprzestano używania nazwy Leone na rzecz Loyale (w Chile, USA i Kanadzie). Następcą Loyale w 1994 roku został zupełnie nowy model Subaru Impreza.